# Pandemija COVID-19 u Crnoj Gori
Potvrđeno je da se pandemija koronavirusa 2019./20. proširila na Crnu Goru kada su 17. ožujka 2020. potvrđena njena dva slučaja, i to bračni par iz Podgorice koji se vraćao iz Barcelone (Španjolska) čime je postala posljednja europska zemlja koja je registrirala slučaj SARS-CoV-2.
U jednom tjednu (24. ožujka) prijavljen je 51 slučaj, a nakon dva tjedna bilo je ukupno 120 slučajeva (31. ožujka). Indeksirani slučajevi broje 18% od prijavljenih, 72% slučajeva je zaraženo zbog kontakta s primarnim slučajevima, dok podrijetlo infekcije u ostalih 10% slučajeva nije sigurno. Vlada Crne Gore procjenjuje da je zemlji potrebna 59,2 milijuna eura privatne i međunarodne pomoći za rješavanje zdravstvenih, socijalnih i ekonomskih pitanja COVID-19.
Od 4. svibnja 2020., kada je otkriven posljednji slučaj, ukupan broj slučajeva u Crnoj Gori je 324.
Od 24. svibnja u Crnoj Gori više nema oboljelih od virusa, pa je time Crna Gora postala prva corona-free država u Europi. Pošto nije bilo novih slučajeva virusa, u Crnoj Gori je 2. lipnja proglašen kraj epidemije, 28 dana nakon otkrivanja posljednjeg slučaja, što je sukladno pravilima WHO.
No od 14 lipnja u Crnoj Gori su se pojavili novi slučajevi virusa, te je do 30. lipnja broj narastao na 224, od kojih su 176 importovani slučajevi, dok je 3 pacijenta preminulo.

## Pozadina
2. siječnja 2020. Svjetska zdravstvena organizacija (WHO) potvrdila je da je novi koronavirus bio uzrok respiratorne bolesti u grupi ljudi u gradu Wuhan, provincija Hubei, Kina, o čemu je WHO obaviješten 31. prosinca 2019.
Omjer smrtnosti slučaja za COVID-19 bio je mnogo niži od SARS-a iz 2003, ali prijenos je bio značajno veći, uz značajnu ukupnu smrtnost.

## Statistike
Do 21. kolovoza 2021. u Crnoj Gori je testirano ukupno 578224 osoba na COVID-19 (preko 93% ukupnog stanovništva).
| Općina                                           | Zaraženi | Umrli | Izliječeni | Aktivni |
| ------------------------------------------------ | -------- | ----- | ---------- | ------- |
| Podgorica                                        | 37.476   | 354   | 36.637     | 485     |
| Nikšić                                           | 14.609   | 234   | 14.223     | 152     |
| Bar                                              | 5.136    | 148   | 4.937      | 51      |
| Bijelo Polje                                     | 4.907    | 145   | 4.667      | 95      |
| Budva                                            | 4.847    | 53    | 4.771      | 23      |
| Berane                                           | 4.301    | 92    | 4.136      | 73      |
| Pljevlja                                         | 3.831    | 66    | 3.615      | 150     |
| Herceg Novi                                      | 3.513    | 55    | 3.419      | 39      |
| Cetinje                                          | 2.970    | 69    | 2.888      | 13      |
| Kotor                                            | 2.896    | 49    | 2.826      | 21      |
| Ulcinj                                           | 2.741    | 84    | 2.599      | 58      |
| Rožaje                                           | 2.328    | 51    | 2.180      | 97      |
| Tivat                                            | 2.269    | 21    | 2.229      | 19      |
| Danilovgrad                                      | 2.099    | 19    | 2.053      | 27      |
| Tuzi                                             | 929      | 11    | 894        | 24      |
| Mojkovac                                         | 763      | 25    | 697        | 41      |
| Andrijevica                                      | 693      | 20    | 654        | 19      |
| Kolašin                                          | 657      | 10    | 638        | 9       |
| Plav                                             | 395      | 15    | 376        | 4       |
| Žabljak                                          | 329      | 11    | 314        | 4       |
| Plužine                                          | 274      | 7     | 265        | 2       |
| Petnjica                                         | 210      | 6     | 192        | 12      |
| Šavnik                                           | 133      | 3     | 129        | 1       |
| Gusinje                                          | 96       | 4     | 90         | 2       |
| Total                                            | 98.778   | 1.560 | 95.797     | 1.421   |
| Zadnje ažurirano - 15. svibnja 2021 u 15:00 sata |          |       |            |         |

20 od 26 preminulih pacijenata je umrlo OD virusa COVID-19, a ostalih 6 pacijenata je umrlo SA virusom COVID-19, što znači da su imali virus ali su preminuli od druge bolesti, uglavnom od raka. Svi preminuli su bili muškog spola, prosječne starosti 70 godina.
Svih 1965 zaraženih pacijenata su prosječne starosti 41 godine života, od kojih je 56% muškog a 44% ženskog spola (podatak do 16. srpnja 2020).